# Eustala albicans
Eustala albicans är en spindelart som beskrevs av Lodovico di Caporiacco 1954. Eustala albicans ingår i släktet Eustala och familjen hjulspindlar.
Artens utbredningsområde är Franska Guyana. Inga underarter finns listade i Catalogue of Life.